# Toepaja's
Toepaja's (Scandentia) of boomspitsmuizen zijn een orde van insectenetende zoogdieren bestaande uit twee families met 22 soorten, die voorkomen in de tropische bossen van Zuidoost-Azië. Oorspronkelijk werden ze tot de insecteneters gerekend, daarna tot de primaten, en nu krijgen ze een eigen orde, die waarschijnlijk verwant is aan de primaten-vliegende katten-groep of aan de haasachtigen. Ze lijken op eekhoorns (het Maleise woord tupai betekent zowel 'toepaja' als 'eekhoorn') en hebben een lange staart, een spitse snuit en scherpe tanden en kiezen.
Deze orde omvat het fossiele geslacht Nycticonodon en daarnaast de levende families echte toepaja's (Tupaiidae) en Ptilocercidae. Toepaja's hebben van alle dieren de grootste hersenmassa t.o.v. hun lichaamsgewicht, zelfs meer dan de mens.

## Taxonomie
- Familie: Tupaiidae (Echte Toepaja's)
  - Geslacht: Tupaia
    - Soort: Belangers toepaja (Tupaia belangeri)
    - Soort: Tupaia chrysogaster
    - Soort: Tupaia discolor
    - Soort: Gestreepte toepaja (Tupaia dorsalis)
    - Soort: Filipijnse toepaja (Tupaia everetti)
    - Soort: Tupaia ferruginea
    - Soort: Gewone toepaja (Tupaia glis)
    - Soort: Slanke toepaja (Tupaia gracilis)
    - Soort: Tupaia hypochrysa
    - Soort: Javaanse toepaja (Tupaia javanica)
    - Soort: Langvoettoepaja (Tupaia longipes)
    - Soort: Kleine toepaja (Tupaia minor)
    - Soort: Bergtoepaja (Tupaia montana)
    - Soort: Nicobarentoepaja (Tupaia nicobarica)
    - Soort: Palawantoepaja (Tupaia palawanensis)
    - Soort: Getekende toepaja (Tupaia picta)
    - Soort: Tupaia salatana
    - Soort: Roodstaarttoepaja (Tupaia splendidula)
    - Soort: Tana (Tupaia tana)

  - Geslacht: Dendrogale
    - Soort: Zuidelijke zachtstaarttoepaja (Dendrogale melanura)
    - Soort: Noordelijke zachtstaarttoepaja (Dendrogale murina)

  - Geslacht: Anathana
    - Soort: Elliottoepaja (Anathana ellioti)
- Familie: Ptilocercidae
  - Geslacht: Ptilocercus
    - Soort: Vederstaarttoepaja (Ptilocercus lowii)

Cloacadieren · Opossums · Paucituberculata · Microbiotheria · Roofbuideldieren · Buideldassen · Buidelmollen · Klimbuideldieren · Tenreks en goudmollen · Springspitsmuizen · Buistandigen · Klipdasachtigen · Slurfdieren · Zeekoeien · Luiaards en miereneters · Gordeldierachtigen · Insecteneters · Vleermuizen · Schubdierachtigen · Roofdieren · Onevenhoevigen · Evenhoevigen · Walvissen · Knaagdieren · Haasachtigen · Huidvliegers · Toepaja's · Primaten